# قصه سالیان گذشته

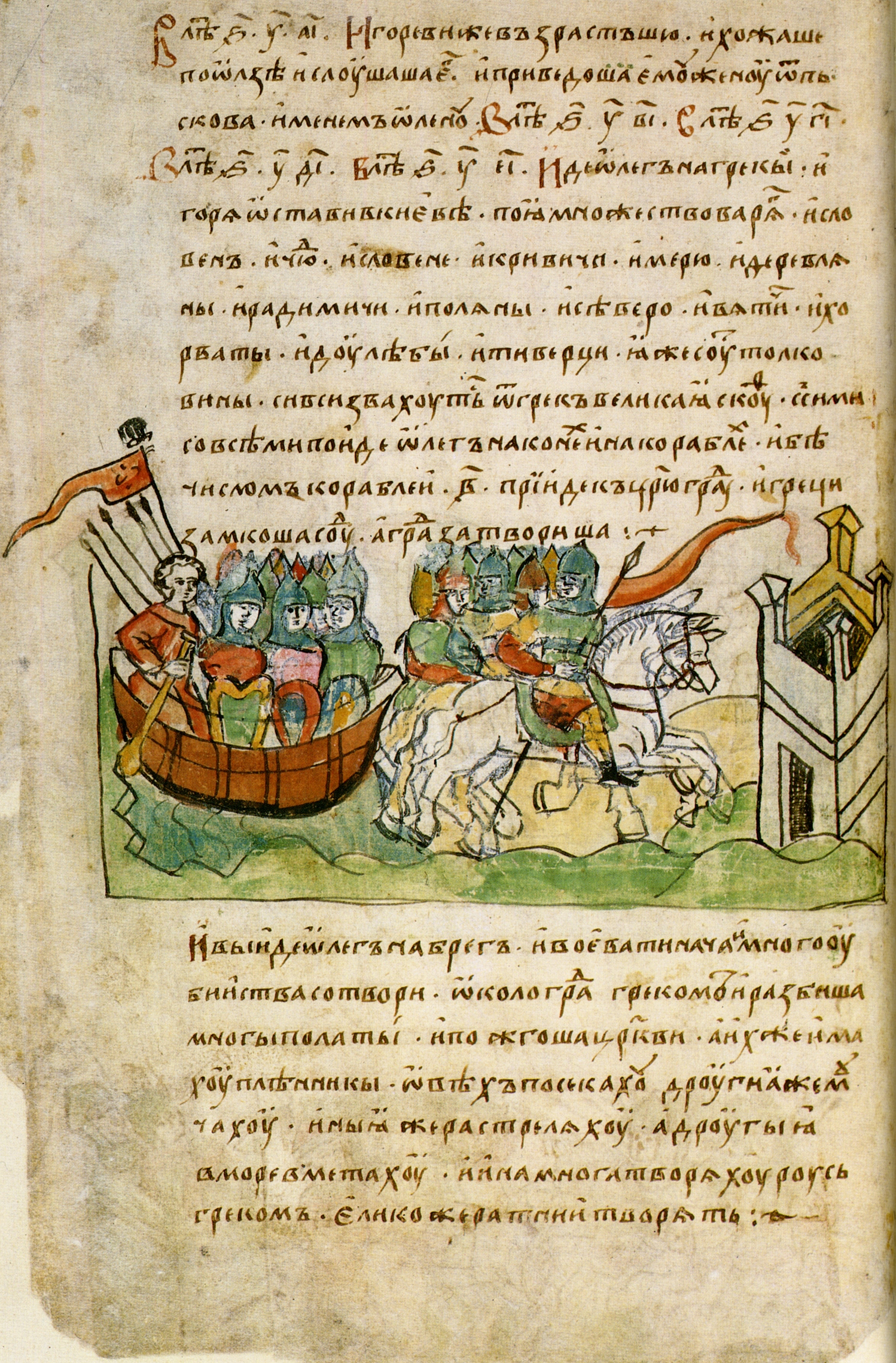
برگی از کتاب داستانی از سالیان گذشته

قصه سالیان گذشته (اسلاوی شرقی باستان: Повѣсть времѧньныхъ лѣтъ یا Pověstĭ vremęnĭnyhŭ lětŭ) یا کرونیکل اولیه تاریخچه‌ای از حکومت روس کی‌یف بین سنوات ۸۵۰ به ۱۱۱۰ میلادی است که در کی‌یف و در حدود سال ۱۱۱۳ میلادی نگاشته شده است. این اثر یک منبع اساسی در تفاسیر تاریخی اسلاوهای شرقی به حساب می‌آید.

## ارزیابی
بر خلاف بسیاری از تواریخ دیگر قرون وسطی این کتاب نوشته شده توسط راهبان اروپایی منحصر به فرد است و به عنوان تنها نوشته از تاریخ اولیه اسلاوهای شرقی به حساب می‌آید. جامع‌ترین کتابی که توسط تاریخ‌نویسان غربی دربارهٔ روس‌ها' نوشته شده است، همین کتاب است. همچنین کتابی ارزشمند در ادبیات اسلاوی شرقی است.